# 12e cérémonie du Prix Sud
La 12e cérémonie des Prix Sud a eu lieu le 13 septembre 2018 et a récompensé les films sortis entre le 1er octobre 2016 et le 30 septembre 2017.
Les films et personnes nommés ont été annoncés le 10 novembre 2017.
Le film Zama remporte dix prix dont celui du meilleur film, de la meilleure réalisation et du meilleur acteur.

## Liste des nommés par catégories
| Meilleur film | Meilleur réalisateur |
| --- | --- |
| - El Presidente (La cordillera) - El invierno - Notre enfant (Una especie de familia) - Zama | - Anahí Berneri — Alanis - Diego Lerman — Notre enfant (Una especie de familia) - Lucrecia Martel — Zama - Santiago Mitre — El Presidente (La cordillera) |
| Meilleure actrice | Meilleur acteur |
| - Bárbara Lennie — Notre enfant (Una especie de familia) - Dolores Fonzi — El Presidente (La cordillera) - Paola Barrientos — El peso de la ley - Sofía Gala Castiglione — Alanis                                    | - Daniel Giménez Cacho — Zama - Fernán Mirás — El peso de la ley - Leonardo Sbaraglia — El otro hermano - Ricardo Darín — El Presidente (La cordillera) |
| Meilleure actrice dans un second rôle | Meilleur acteur dans un second rôle |
| - Justina Bustos — Los que aman, odian - Mara Bestelli — El invierno - María Onetto — El peso de la ley - Marilú Marini — Los que aman odian                                                                         | - Daniel Aráoz — Notre enfant (Una especie de familia) - Gerardo Romano — El Presidente (La cordillera) - Juan Minujín — Zama - Pablo Cedrón — El otro hermano |
| Révélation féminine | Révélation masculine |
| - Agustina Cabo — Mamá se fue de viaje - Cumelén Sanz — No te olvides de mí - Dana Basso — Alanis - Yanina Ávila — Notre enfant (Una especie de familia)                                                             | - Darío Barassi — El candidato - Diego De Paula — El peso de la ley - Juan Grandinetti — Pinamar - Lautaro Bettoni — Temporada de caza |
| Meilleur scénario original | Meilleur scénario adapté |
| - Anahí Berneri et Javier Van de Couter — Alanis - Cecilia Atán et Valeria Pivato — La novia del desierto - Diego Lerman et María Meira — Una especie de familia - Emiliano Torres et Marcelo Chaparro — El invierno | - Alejandro Maci et Esther Feldman — Los que aman, odian - Israel Adrián Caetano et Nora Mazzitelli — El otro hermano, inspiré du roman Bajo este sol tremendo de Carlos Busqued - Lucrecia Martel — Zama, d'après le roman de Antonio Di Benedetto - Milagros Mumenthaler — La idea de un lago, d'après Pozo de aire de Guadalupe Gaona |
| Meilleur premier film | Meilleur film documentaire |
| - El invierno - El peso de la ley - La novia del desierto - Temporada de caza de Natalia Garagiola | - Actriz - Cuatreros - El futuro perfecto - El (im)posible olvido |
| Meilleure photographie | Meilleur montage |
| - Julián Apezteguía — El otro hermano - Ramiro Civita — El invierno - Rui Poças — Zama - Wojciech Staron — Temporada de caza                                                                                         | - Alejandro Alem et Alejandro Parysow — Campaña antiargentina - Alejandro Brodersohn — Una especie de familia - Miguel Schverdfinger et Karen Harley — Zama - Nicolás Goldbart — El Presidente (La cordillera) |
| Meilleur design artistique | Meilleur costume |
| - José Luis Arrizabalaga et Arturo García — El bar - Mercedes Alfonsín — Los que aman odian - Renata Pinheiro — Zama - Sebastián Orgambide et Micaela Saiegh — El Presidente (La cordillera)                         | - Beatriz Di Benedetto — Los que aman odian - Julio Suárez — Zama - Paola Torres — El bar - Sonia Grande — El Presidente (La cordillera) |